# زمین (فیلم ۲۰۰۷)
«زمین» (انگلیسی: Earth (2007 film)) فیلمی در ژانر مستند است که در سال ۲۰۰۷ منتشر شد.